# Карлик Грегорио
«Карлик Грегорио» — картина испанского художника Игнасио Сулоаги из собрания Государственного Эрмитажа.
На картине изображён карлик с бельмом на правом глазу, перекинувший через правое плечо два наполненных бурдюка, а в левой руке держащий кувшин. Он стоит на фоне тёмно-синего грозового неба, справа вдали видны городские стены и крыши домов Авилы. Слева внизу подпись художника: I. Zuloaga.
Со слов Рене Мезеруа, сам художник вспоминал о работе над картиной:

…мой бурдючник… этот необыкновенный и ужасный карлик Грегорио, с кривыми ногами и огромными руками, его мёртвый глаз столь же мертвенно-бледный, столь же зловещий, как агонизирующее небо, нависшее над башнями Авилы! …Было очень нелегко побудить его сделаться моделью. Он сопротивлялся упорно, злобно, сварливо и согласился прийти ко мне в мастерскую лишь при условии, что никто не пересечёт порога, пока он позирует. …В течение пяти недель настоящего наваждения, сумасшедшего кошмара, когда у меня не было передышки, он был моим единственным компаньоном.

Картина написана в 1908 году и в том же году впервые была показана публике на Парижском салоне. В 1911 и 1912 годах картина выставлялась в Риме и Дрездене, в 1914 году приобретена российским предпринимателем и коллекционером М. П. Рябушинским. В конце 1917 года он, опасаясь революционных событий, сдал значительную часть своей коллекции на хранение в Третьяковскую галерею. После Октябрьской революции коллекция Рябушинского была национализирована, и в 1924 году все картины иностранных художников, включая «Карлика Грегорио», были переданы в Государственный музей нового западного искусства. В конце 1920-х годов картина предполагалась к продаже за границу и была передана в контору «Антиквариат», однако продажа не состоялась и в 1934 году она поступила в Эрмитаж. За недостатком места в основной экспозиции картина почти не показывалась, принимала участие только во временных выставках: в 1980 году в Барселоне, в 1997—1998 годах в Бильбао, в 1998 году в Мадриде, в 2011 году в Казани. С конца 2017 года выставляется в Галерее памяти Сергея Щукина и братьев Морозовых в здании Главного штаба на 4-м этаже.
Научный сотрудник Отдела западноевропейского изобразительного искусства Государственного Эрмитажа Н. Б. Дёмина считает, что эта картина является одной из самых значительных работ Сулоаги.
Испанский философ Хосе Ортега-и-Гассет писал:

Карлик Грегорио Сулоаги был бы антропологическим курьёзом, ярмарочным экспонатом, если бы это индивидуальное конкретное лицо урода не было облагорожено и объяснено общей идеей, синтезом с суровым пейзажем, который его окружает. Грегорио Бурдючник — это символ, если хотите, испанский миф. …Божественный и бессмертный карлик …ты представляешь жизненную силу народа за пределами культуры, вне культуры.

Известен авторский вариант картины, созданный в том же 1908 году; он носит название «Грегорио в Сепульведе» и хранится в Замковом музее в Педрасе под Севильей. Другой авторский вариант картины находится в музее дяди художника известного художника-керамиста Даниэля Сулоаги в Сеговии.
Картина сразу же прославила карлика Грегорио, а его смерть, последовавшая в сентябре 1909 года, вызвала большой резонанс: некрологи ему посвятили газеты «Фигаро» (27 сентября 1909 года), «Эспанья Нуэва» (11 сентября 1909 года), «Журналь дес Артистес» (26 сентября 1909 года).